# Міський стадіон (Дубниця)
Міський стадіон (чеськ. Mestský štadión) — багатофункціональний стадіон у місті Дубніца-над-Вагом у Словаччині. Домашня арена футбольного клубу ФК «Дубниця».

## Історія
Стадіон в основному використовується для футбольних матчів. Стадіон має місткість 5450 глядачів. Збірна Словаччини з футболу двічі використовувала цей стадіон: у 1999 році вона грала проти Ліхтенштейну (кваліфікація Євро-2000) та у 2007 році проти Сан-Марино (кваліфікація Євро-2008). Це також був один зі стадіонів, які використовувалися для проведення чемпіонату Європи з футболу серед юнаків до 17 років 2013 року. Він був реконструйований у 2008 році. Під час реконструкції була побудована додаткова трибуна, щоб на матчі могло бути більше глядачів.